# 新日本旅行地100選
新日本旅行地100選（しんにほんりょこうち100せん）は、日本交通公社が発行する雑誌『旅』の創刊40周年を記念して、1966年（昭和41年）11月号で発表された100か所の日本の観光地。

## 新日本旅行地100選の選定地

### 北海道
- 摩周湖
- 知床半島
- 阿寒湖
- 層雲峡
- 美幌町
- 襟裳岬
- 大雪山
- 登別温泉
- 洞爺湖
- 札幌

### 東北
- 十和田湖（青森県）
- 松島（宮城県）
- 蔵王山（山形県・宮城県）
- 奥入瀬渓谷（青森県）
- 八幡平（岩手県・秋田県）
- 五色沼（福島県）
- 浄土ヶ浜（岩手県）
- 平泉（岩手県）
- 田沢湖（秋田県）

### 関東
- 尾瀬（福島県・新潟県・群馬県）
- 日光（栃木県）
- 犬吠埼（千葉県）
- 箱根温泉郷（神奈川県）
- 戦場ヶ原（栃木県）
- 箱根連山（神奈川県）
- 九十九里浜（千葉県）
- 谷川岳（群馬県）
- 中禅寺湖（栃木県）
- 城ヶ島（神奈川県）

### 甲信越
- 上高地（長野県）
- 志賀高原（長野県）
- 美ヶ原（長野県）
- 蓼科高原（長野県）
- 軽井沢（長野県）
- 昇仙峡（山梨県）
- 八方尾根（長野県）
- 野尻湖（長野県）

### 東海
- 石廊崎（静岡県）
- 日本平（静岡県）
- 寸又峡（静岡県）
- 伊良湖岬（愛知県）
- 白糸ノ滝（静岡県）
- 修善寺温泉（静岡県）
- 熱海温泉（静岡県）
- 佐久間ダム（静岡県）
- 天城高原（静岡県）
- 三保ノ松原（静岡県）
- 富士山（静岡県・山梨県）
- 飛騨高山（岐阜県）

### 北陸
- 黒部峡谷（富山県）
- 黒四ダム（富山県）
- 東尋坊（福井県）
- 三方五湖（福井県）

### 近畿
- 嵯峨野（京都府）
- 天橋立（京都府）
- 琵琶湖（滋賀県）
- 淡路島（兵庫県）
- 比叡山（滋賀県・京都府）
- 六甲山（兵庫県）
- 瀞峡（和歌山県・奈良県）
- 那智ノ滝（和歌山県）
- 白浜温泉（和歌山県）
- 潮ノ岬（和歌山県）
- 鬼ヶ城（三重県）
- 大台ヶ原山（奈良県）
- 勝浦温泉（和歌山県）
- 英虞湾（三重県）
- 二見ヶ浦（三重県）
- 大島（和歌山県）

### 中国
- 鳥取砂丘（鳥取県）
- 秋吉台（山口県）
- 秋芳洞（山口県）
- 大山（鳥取県）
- 蒜山高原（岡山県）
- 隠岐島（島根県）
- 宍道湖（島根県）
- 出雲大社（島根県）
- 松江（島根県）
- 青海島（山口県）
- 宮島（広島県）
- 鷲羽山（岡山県）
- 倉敷（岡山県）

### 四国
- 足摺岬（高知県）
- 小豆島（香川県）
- 道後温泉（愛媛県）
- 鳴門（徳島県・兵庫県）
- 室戸岬（高知県）
- 栗林公園（香川県）
- 屋島（香川県）

### 九州
- 阿蘇（熊本県）
- 青島（宮崎県）
- 雲仙温泉（長崎県）
- 指宿温泉（鹿児島県）
- 長崎（長崎県）
- えびの高原（宮崎県）
- 桜島（鹿児島県）
- 都井岬（宮崎県）
- 奄美大島（鹿児島県）
- 佐多岬（鹿児島県）